# Thibaudia tomentosa
Thibaudia tomentosa är en ljungväxtart som beskrevs av Hørold. Thibaudia tomentosa ingår i släktet Thibaudia och familjen ljungväxter. Inga underarter finns listade i Catalogue of Life.